# Figi ai Giochi della XXXI Olimpiade
Le Isole Figi hanno partecipato ai Giochi della XXXI Olimpiade, che si sono svolti a Rio de Janeiro, Brasile, dal 5 al 21 agosto 2016. Si è trattato della loro 14ª partecipazione ai giochi olimpici estivi, e in questa partecipazione hanno vinto la prima medaglia d'oro, nonché la prima medaglia in assoluto, della loro storia ai Giochi olimpici.

## Medaglie

### Medagliere per disciplina
| Sport     | Oro | Argento | Bronzo | Totale |
| --------- | --- | ------- | ------ | ------ |
| Rugby a 7 | 1   | 0       | 0      | 1      |
| Totale    | 1   | 0       | 0      | 1      |

### Medaglie d'oro
| Medaglia | Nome | Sport     | Evento          |
| -------- | --- | --------- | --------------- |
| Oro      | Apisai Domolailai Jasa Veremalua Semi Kunatani Viliame Mata Leone Nakarawa Kitione Taliga Osea Kolinisau Josua Tuisova Jerry Tuwai Samisoni Viriviri Savenaca Rawaca Vatemo Ravouvou Masivesi Dakuwaqa | Rugby a 7 | Torneo maschile |